# Фон Хофф, Стил
Стил фон Хофф (англ. Steele von Hoff; род. 31 декабря 1987 в Морнигтоне, Австралия) — австралийский профессиональный шоссейный велогонщик, выступающий за континентальную команду «Bennelong SwissWellness».

## Достижения
2012
1-й — Этапы 2 & 9 Тур Гваделупы
1-й — Этап 5 Тур Луара и Шера
1-й — Этап 6 Олимпия Тур
2-й Каттекурс
2013
3-й Чемпионат Австралии в групповой гонке
2015
1-й Ратленд-Мелтон Классик
1-й — Этап 4 Тур Даун Андер
2016
1-й — Этап 1 Тур Норвегии
1-й — Этап 1 Тур Сибиу
2017
2-й Тур Средних Нидерландов
2018
1-й  Игры Содружества — групповая гонка
1-й  Очковая классификация Хералд Сан Тур
7-й Кэдел Эванс Грейт Оушен Роуд